# Собор в Питерборо
Собо́р в Пи́терборо (англ. Peterborough Cathedral), полностью Кафедральный собор Святых Петра, Павла и Андрея (англ. Cathedral Church of St Peter, St Paul and St Andrew), также Собор Святого Петра — англиканский собор в городе Питерборо (Кембриджшир), центр диоцеза Питерборо, резиденция епископа.
Основанный в англосаксонский период, он был перестроен в XII веке в англо-нормандском стиле. Собор является одним из крупнейших английских сооружений XII века наряду с собором Или и Даремским собором. Несмотря на расширения и реставрации, собор сохранил свой первоначальный облик.
Собор известен своим западным фасадом, состоящим из трёх гигантских арок. Фасад выполнен в стиле ранней английской готики и не имеет аналогов. Одна из двух башен позади фасада, а именно правая, не была завершена, поэтому фасад имеет асимметричную форму. Его щипец украшен статуями святых покровителей собора — апостолов Петра, Павла и Андрея.
Длина собора составляет 147 м, а высота — 44 м.

## История

### Англосаксонский период
В англосаксонские времена Питерборо носил название Мидхэмпстед. Собор в Мидхэмпстеде — один из первых центров христианства в центральной Англии. Он был заложен около 655 года в период правления короля Педы Мерсийского. Монастырь при нём просуществовал до 870 года, после чего, вероятно, был разорён викингами во главе с Иваром Бескостным. В настоящее время исследователи сомневаются в достоверности этого события, однако нападение викингов было вполне возможно, из-за схожих случаев набегов на близлежащие обители. В конце восточной части современного собора, за главным алтарём в нише часовни Богоматери, можно увидеть резной «камень Хедды» с изображением двенадцати монахов (по шесть с каждой стороны), созданный в память о послушниках и настоятеле, погибших при нападении викингов в 864 году. Вероятно, рельеф на камне был создан вскоре после этого события, пока монастырь не успел окончательно угаснуть.
В середине X века, когда были также отстроены церковь в Или и церковь в Рэмси, началось возрождение монастырей. В 966 году епископ Уинчестерский Этельвольд основал бенедиктинское аббатство, используя сохранившиеся элементы прежней церкви: «базилику тамошнюю снабдив необходимыми зданиями и окружающими землями». Церковь удлинили нефом, а в дополнение к центральной башне построили ещё одну, вторую. Аббатство, посвящённое святому Петру, было окружено палисадом (крепостью) — «бургом», откуда городок при монастыре стал называться Питербургом. Дальнейшую помощь общине в 972 году оказал архиепископ Кентерберийский Дунстан.
Новая церковь отличалась массивной западной башней в англосаксонском стиле, увенчанной рейнским шлемом, и была выстроена из обтёсанных камней правильной формы. От неё, кроме камня Хедды и некоторых других резных деталей, уцелела лишь часть фундамента под южным трансептом современного здания. В 2008 году в ходе ремонта стены дома в окрестностях собора обнаружили англосаксонские могилы XI века, предположительно, местных жителей.

### После нормандского завоевания
В ходе борьбы англосаксонских повстанцев Хереварда с нормандскими завоевателями аббатство в 1070 году было сожжено, но собор продолжал функционировать вплоть до нового сильного пожара 1116 года, в котором погибло почти всё аббатство и городок. 8 марта 1118 года аббат Джон из Сеса (англ. John de Sais) заложил новое здание в нормандском стиле. К 1193 году неф был достроен до западного конца, возведена центральная башня, а расписной деревянный потолок 1230—1250 годов дошёл до наших дней. До настоящего времени сохранилось всего четыре перекрытия аналогичного возраста во всей Европе, в Британии — только этот. Росписи потолка оригинальные, но поновлялись дважды  — в 1745 и 1834 годах. Деревянный потолок в соборе Или полностью неоготический, создан при королеве Виктории.
Церковь выстроена из барнакского известняка, разновидности оолитового известняка, распространенного в Линкольншире и добытого в собственных каменоломнях, в то время как строители в Или и Рэмси, этот камень меняли на угрей, которых, к примеру, из Рэмси поставляли по 4 тыс. в год. Считается, что и месторасположение церкви выбрано так, чтобы было удобнее всего доставлять стройматериалы по реке.
В 1237 году были завершены западный трансепт и большой портик западного фасада. Церковь освящена в 1238 году епископом Линкольнским (поскольку монастырь относился к этой епархии), после чего строительство пошло в новом, готическом стиле. Однако, если исключить переделанные окна, портик и возведённую в конце XVI века пристройку вокруг абсиды с восточной стороны, здание сохранило свой изначальный облик.
Четыре шпиля, не имеющие аналогов, образовались на западном фасаде из-за сохранения двух старых романских башен позади нового фасада. Романские башни были украшены карнизами и прочим готическим убором, а для создания целостного впечатления были достроены ещё две.
Романская башня на средокрестии перестроена в декоративном готическом стиле в период между 1350 и 1380 годами. Перекрытие её сохранилось в исходном виде: два яруса прежних окон объединены в один, шпиль и башенки разобраны и заменены зубчатым парапетом.
В XIV веке в соборе установили мизерикордии, вероятно, в количестве более тридцати, но сохранились до наших дней лишь три.
Между 1496 и 1508 годами была заменена кровля пресвитерия, а романская апсида заключена в прямоугольный «новый пристрой» в перпендикулярном стиле, перекрытый тюдоровскими веерными сводами, возможно, спроектированными Джоном Уостелом — архитектором капеллы Королевского колледжа в Кембридже и колокольни в Кентербери.

### Реликвии монастыря. Реформация
Согласно записям средневекового монаха-хрониста Хью Кандида, в середине XII века монастырь располагал клочком одежды девы Марии, двумя обрывками пелёнок Христа-младенца, частицами яслей, в которых он лежал, пяти хлебов, которыми Иисус накормил пять тысяч человек, частицей посоха Аарона и мощами апостолов Петра, Павла и Андрея. Различные предметы, к которым прикасался Томас Бекет, привёз приор Бенедикт, свидетель убийства архиепископа, назначенный аббатом в Питерборо. Рука Освальда Нортумбрийского, несмотря на выстроенную монахами сторожевую вышку, была похищена из капеллы в годы Реформации. Обилие реликвий привлекало паломников и создавало основу для богатства монастыря, который на пике перед самой Реформацией обладал шестым в стране годовым доходом и содержал, помимо 120 монахов, аббата, ключаря и келаря, больницу с врачом.
В 1541 году после указа Генриха VIII о секуляризации церковного имущества монастырь был закрыт, реликвии утрачены, но церковное здание уцелело, став кафедральным собором новой епархии. Незадолго до этого, в 1536 году, в ней была погребена первая жена Генриха VIII Екатерина Арагонская. Могила её существует до сих пор, посетители украшают её цветами и символом королевы — гранатами.
В 1587 году в соборе была похоронена казнённая неподалёку, в Фотерингейском замке, Мария Шотландская. Позднее Яков Стюарт перезахоронил тело матери в королевском некрополе — Вестминстерском аббатстве.

### В годы революции

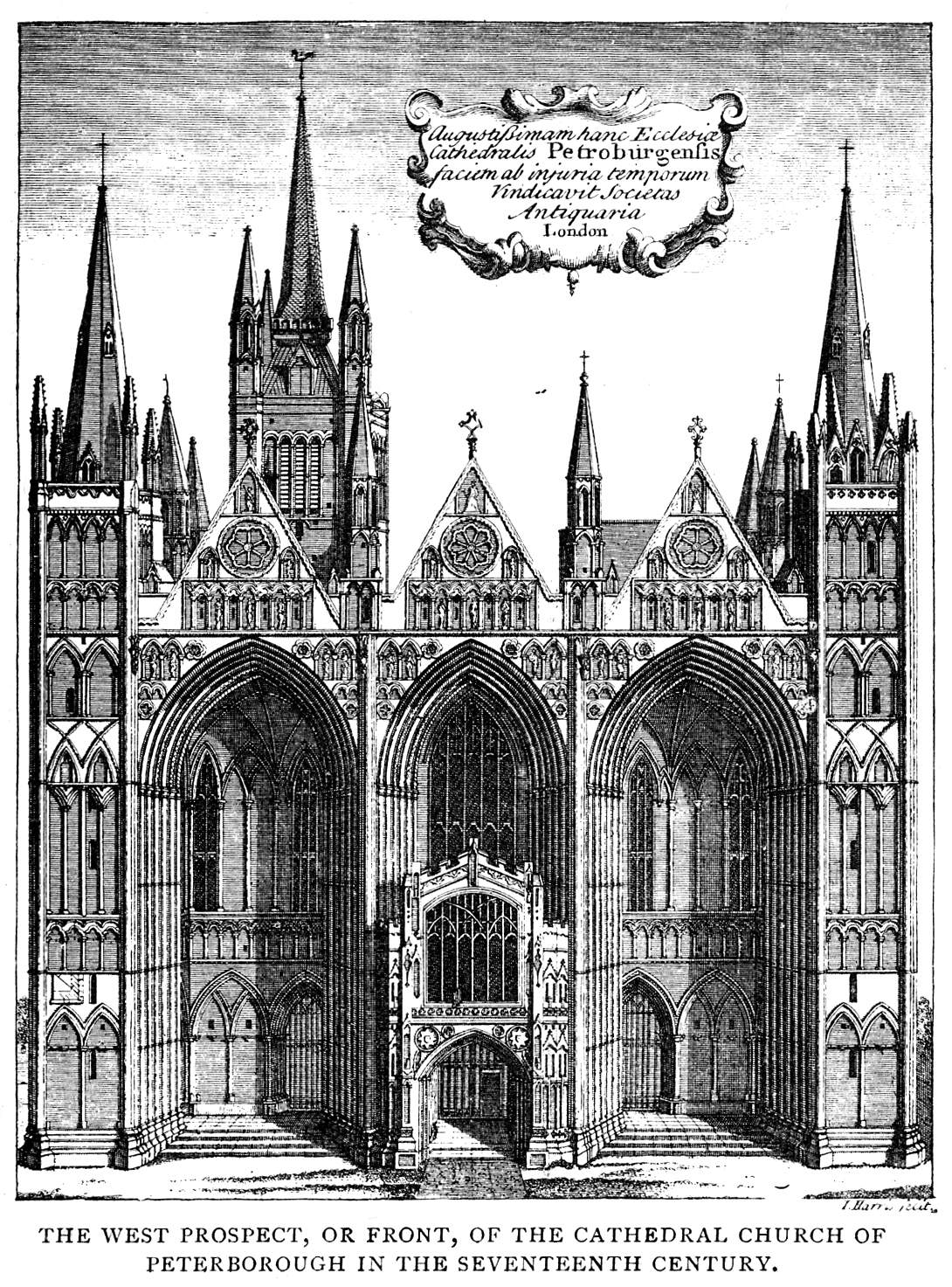
Западный фасад в XVII веке

В 1643 году в ходе гражданской войны церковь была разгромлена войсками Парламента. Они уничтожили витражи, мизерикорды, алтарь и заалтарный образ. Также были снесены клуатры и часовня Богоматери, повреждены или уничтожены все памятники и надгробия.
Часть этого ущерба была исправлена в XVII-XVIII веках, но основная реставрация началась только в 1883 году после обнаружения крупных трещин в опорах и арках под главной башней. Архитектор Джон Лофборо Пирсон реставрировал центральную башню, начиная с фундамента, укрепил хоры и западный фасад. Были изготовлены новые резные мизерикорды, епископский трон, кафедра проповедника на хорах, мраморные полы и алтарь. С центральной башни сняли один ярус зубцов, несколько уменьшив таким образом её высоту.

### События 2000-х годов и позднее
Вечером 22 ноября 2001 года в соборе среди штабелей пластиковых стульев, сложенных в северном боковом нефе, произошёл пожар из-за поджога. Один из служителей достаточно скоро заметил огонь, тем не менее последствия пожара оказались значительными. Жирная копоть от горящего пластика покрыла немалую часть интерьера, в том числе недавно отреставрированный расписной деревянный потолок. Очаг возгорания был расположен близко к органу, который сильно пострадал от огня и воды и не использовался несколько лет, пока его не построили заново.
В июле 2006 года началась реставрация западного фасада стоимостью в полмиллиона фунтов, касавшаяся главным образом скульптур, которые веками подвергались воздействию стихий и загрязнённого воздуха, отчего нередко держались на месте только благодаря железным прутьям, пропущенным от головы до пят. В ходе этой программы можно было, пожертвовав средства, «усыновить камни».
В 2018 году, в связи с празднованием 900-летия собора, в Питерборо выставлялся эмалированный ковчег для реликвий, связанных с Томасом Бекетом. Реликварий изготовлен около 1180 года для Бенедикта — приора в Кентербери, когда тот был назначен аббатом в Питерборо.

## Музыка
Со времён монастыря при соборе существует хор.

### Орган и органисты
В 1735 году в соборе был установлен новый орган мастера Джона Ульриха Киллингбурга (англ. John Ulrich Killingburgh (Kellenburgh)) из Нориджа, состоявший из 24 регистров в трёх разделах. В 1809 году он был перестроен лондонским мастером Уильямом Алленом (англ. William Allen) в 15-регистровый инструмент в двух разделах, с сохранением корпуса и басовых регистров . В 1894 году орган из 67 регистров на четырёх мануалах и педали строят «William Hill & Norman & Beard», а в 1930 году эта же фирма расширяет его до 93 регистров. В 1980 году орган был отреставрирован фирмой «Harrison & Harrison», сохранившей трубы 1894 года, но модернизировавшей трактуру. После пожара 2001 года «Harrison & Harrison» разобрали инструмент и, восстановив то, что уцелело, построили новый. Инаугурацию 23 сентября 2005 года провёл Оливье Латри. В нынешнем органе 92 регистра на четырёх 61-клавишных мануалах (Хор, Хауптверк, Швеллер и Соло) и 30-клавишной педали. Самые низкие регистры — 32-футовые. В 2016 году орган был перенастроен со «старого филармонического» (a¹=453 Гц) в стандартный строй (a¹=440 Гц). Корпус органа изготовлен в 1904 году, орган занимает кроме корпуса четыре секции северного трифория, самые низкие регистры (и самые большие трубы, соответственно) ― позади северного ряда мизерикорд.
Список органистов собора открывает в 1540 году имя Ричарда Стори (англ. Richard Storey), среди других известных музыкантов ― Стэнли Ванн, сэр Малколм Сарджент и сэр Томас Армстронг.

## Галерея

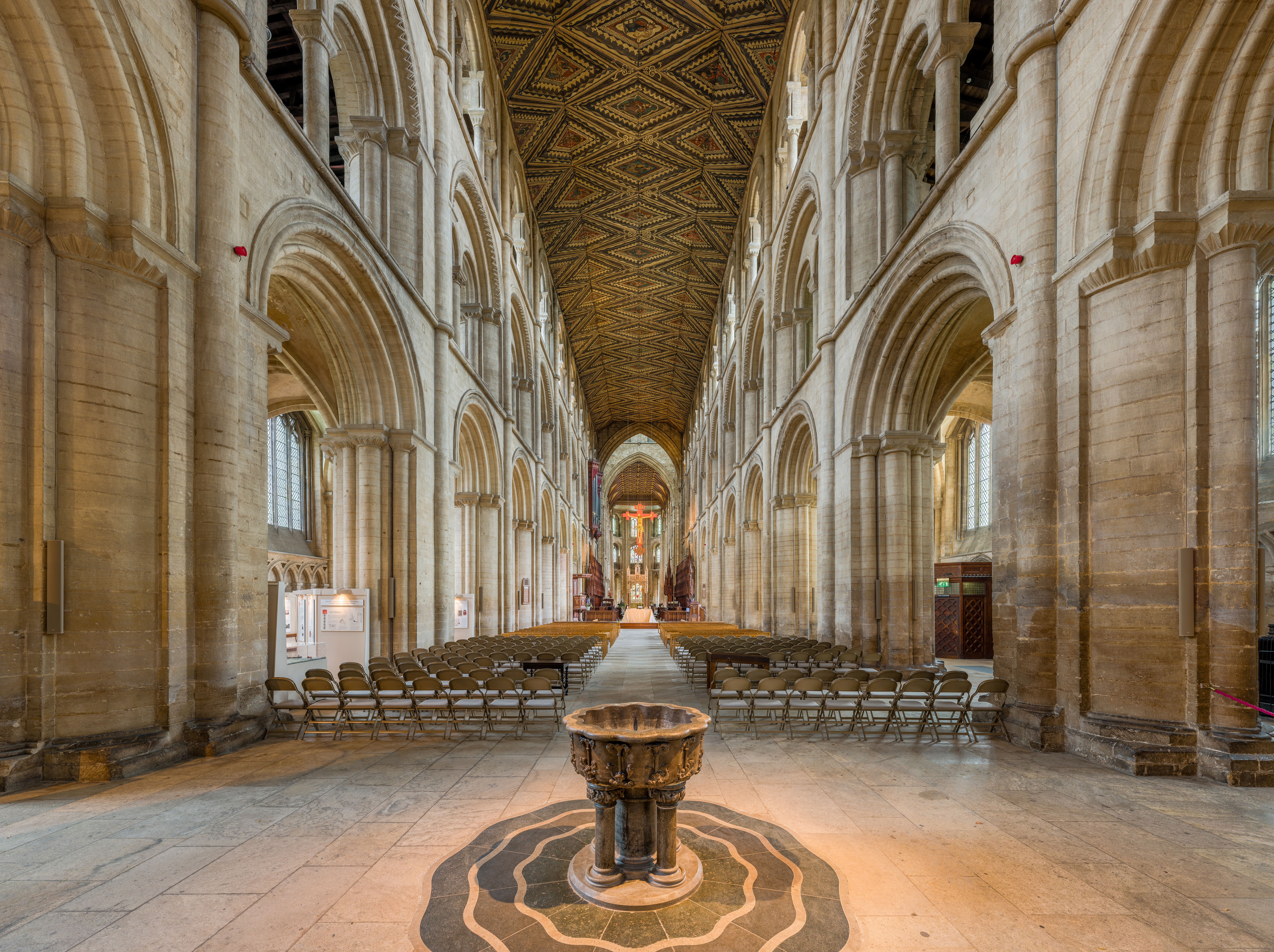
Неф
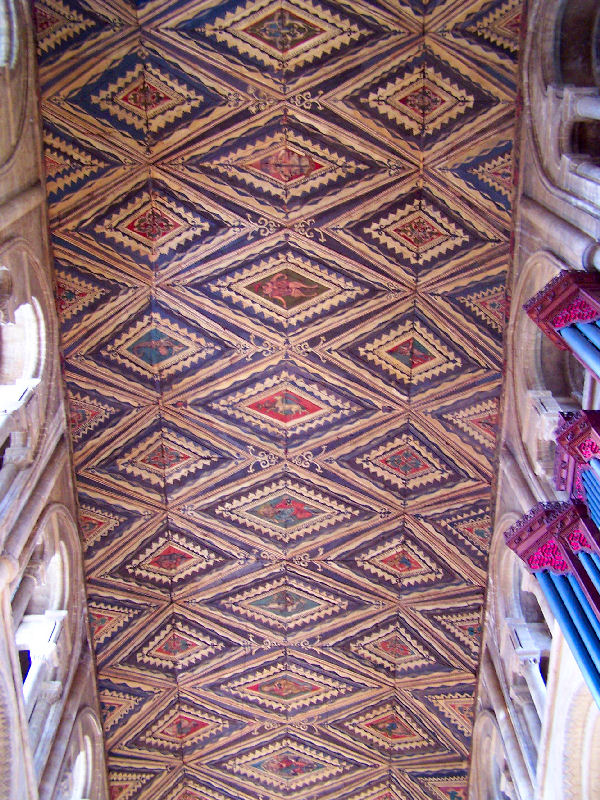
Роспись потолка в нефе
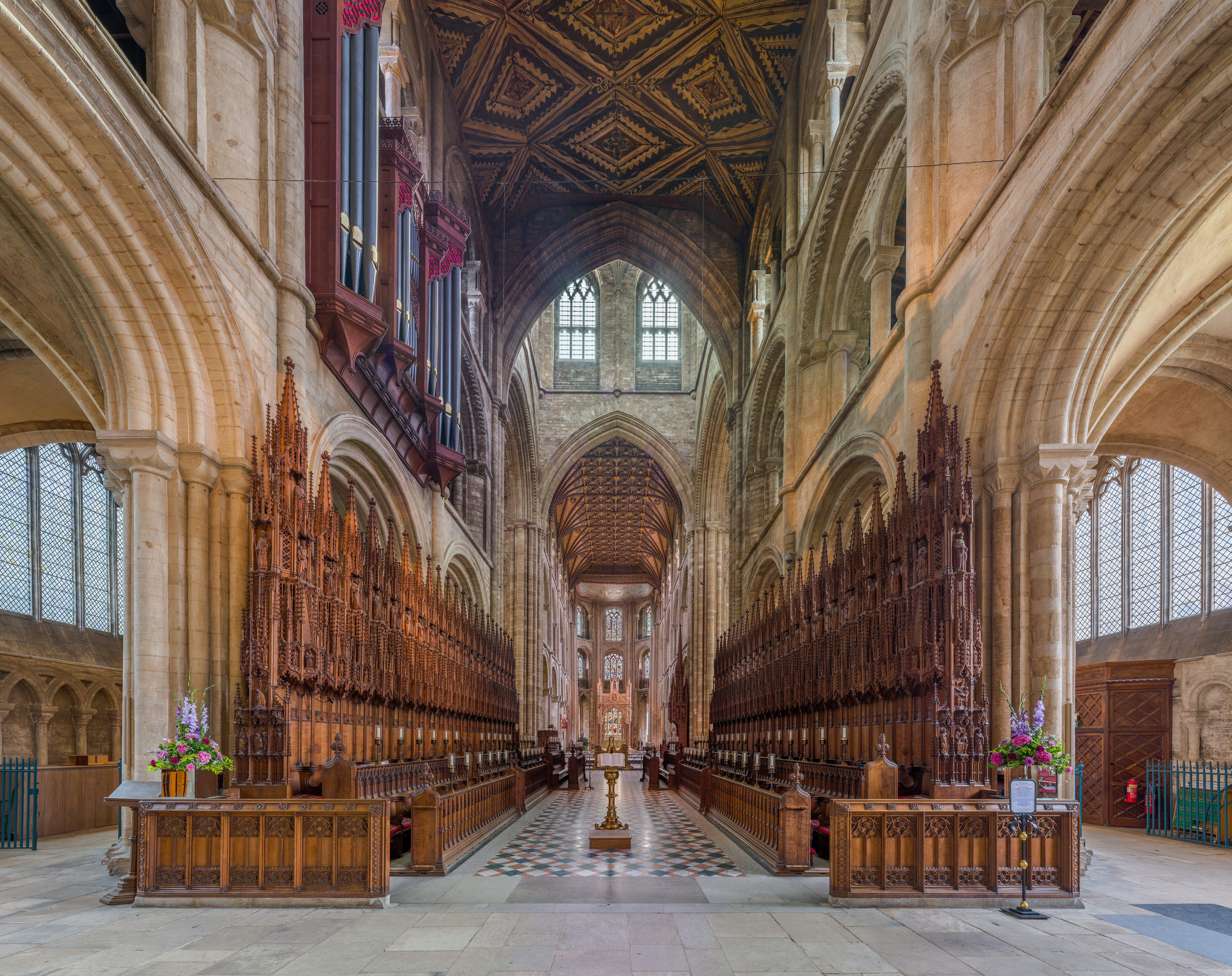
Хоры
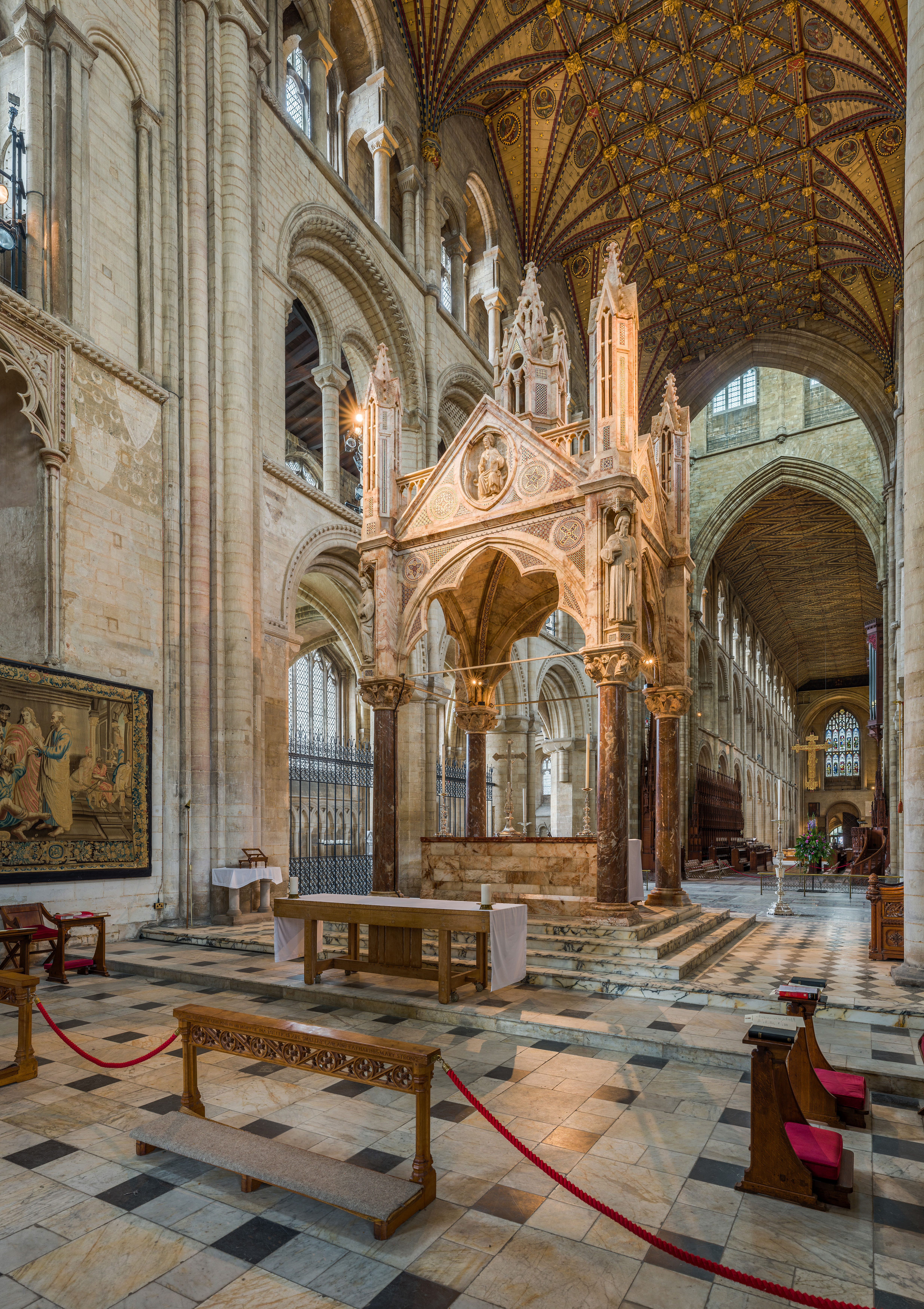
Главный алтарь
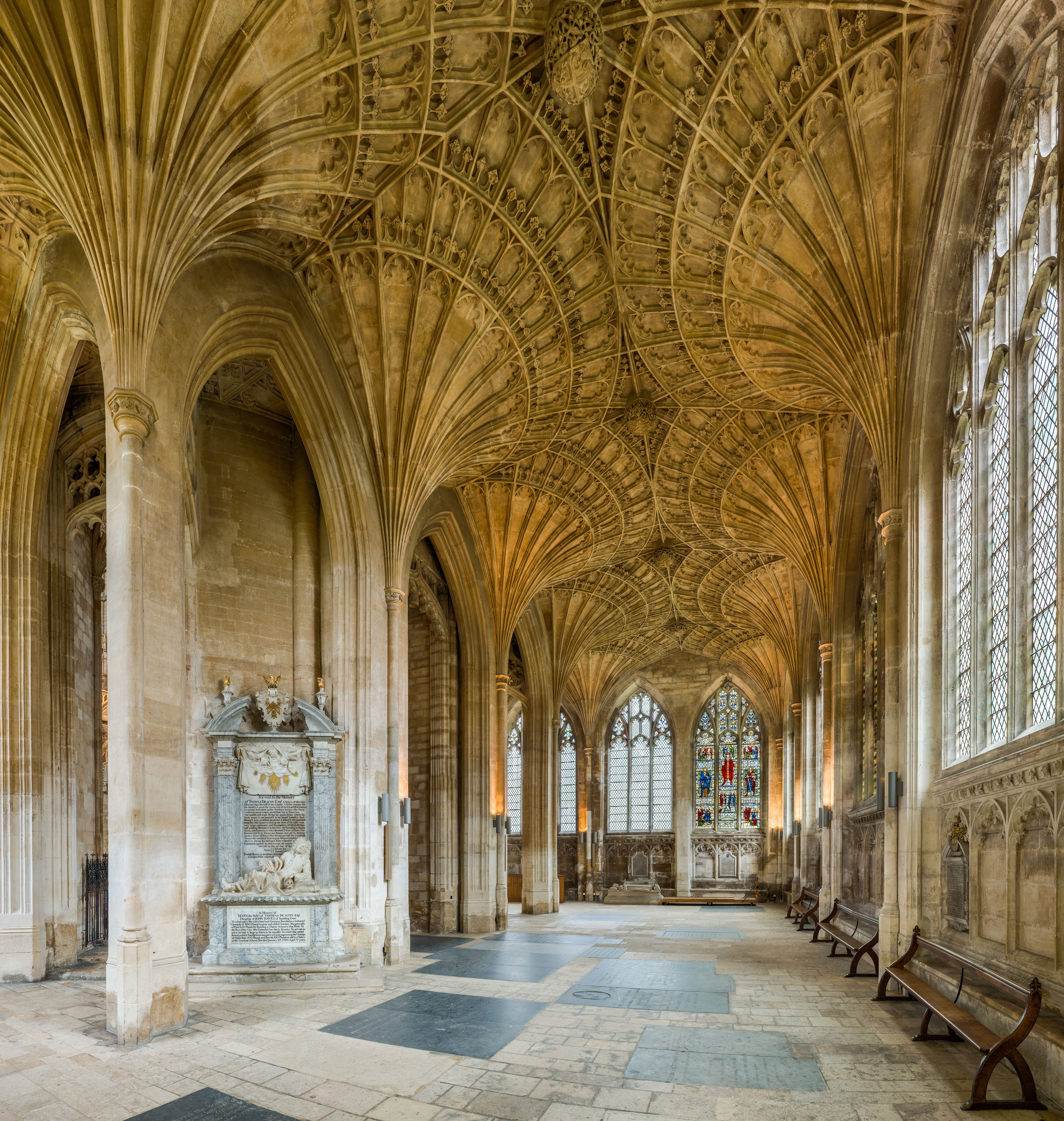
Новый Пристрой
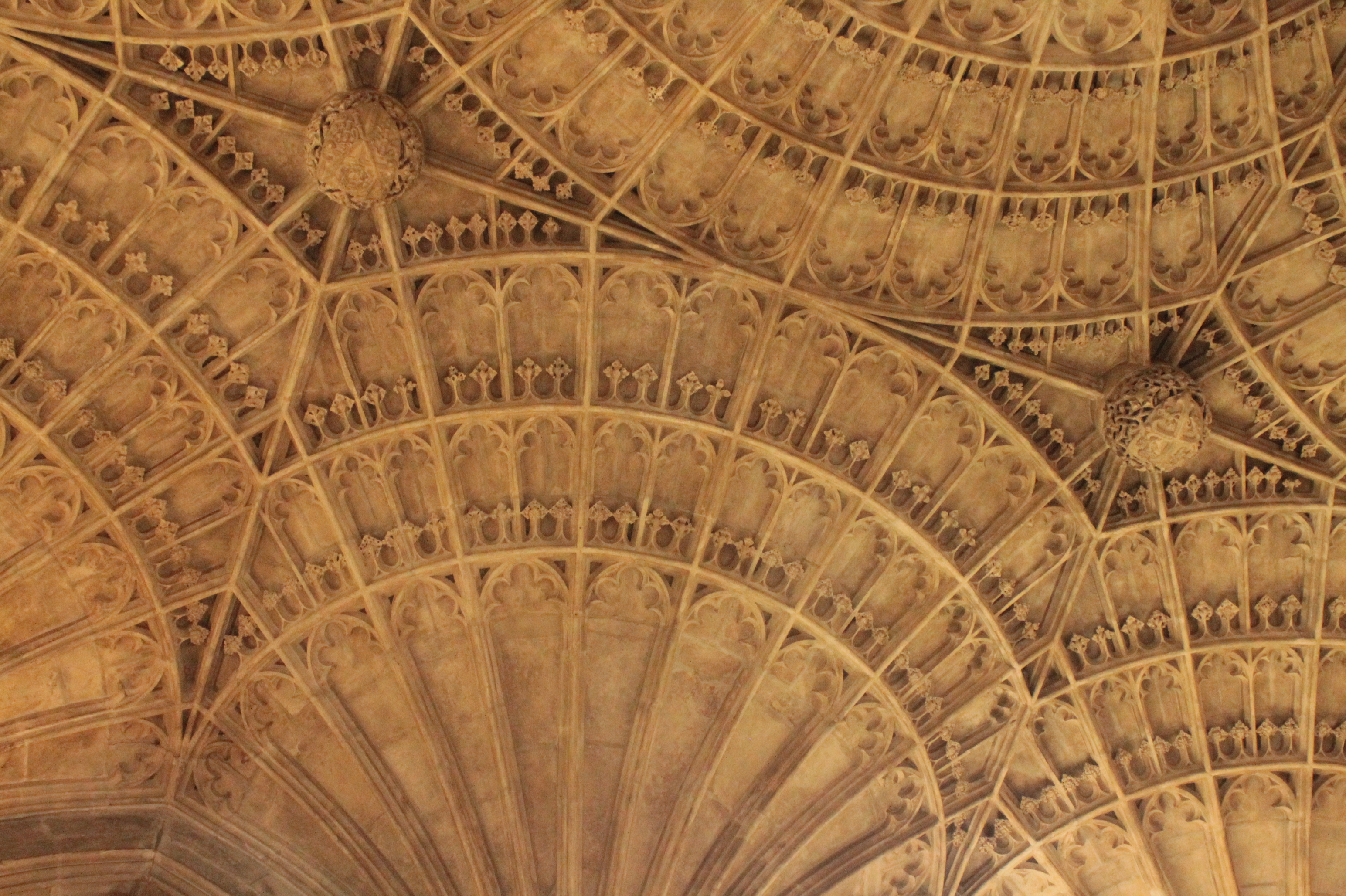
Веерные своды
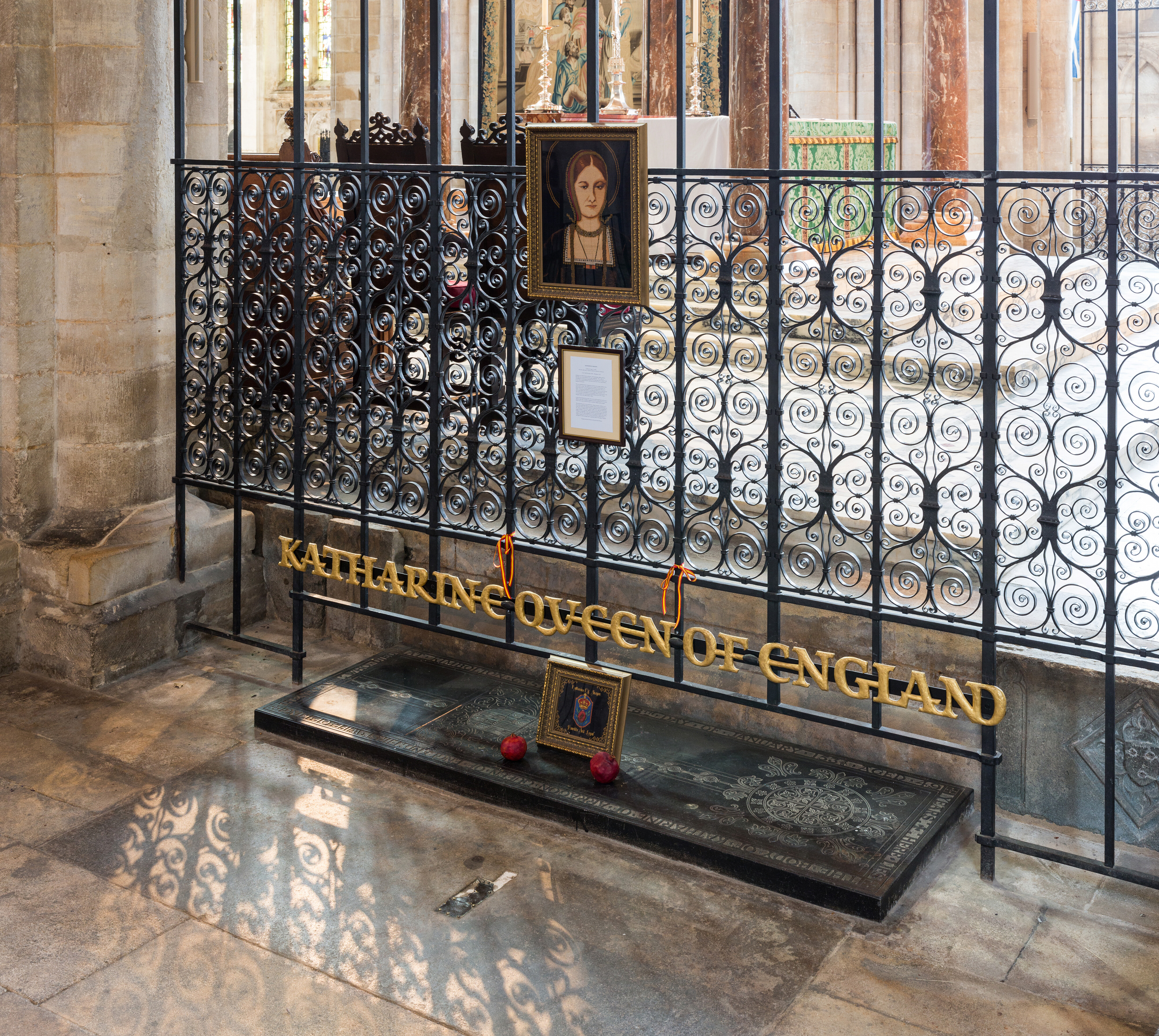
Могила Екатерины Арагонской, буквы современные
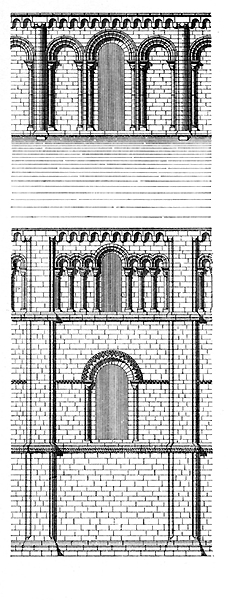
Чертёж секции
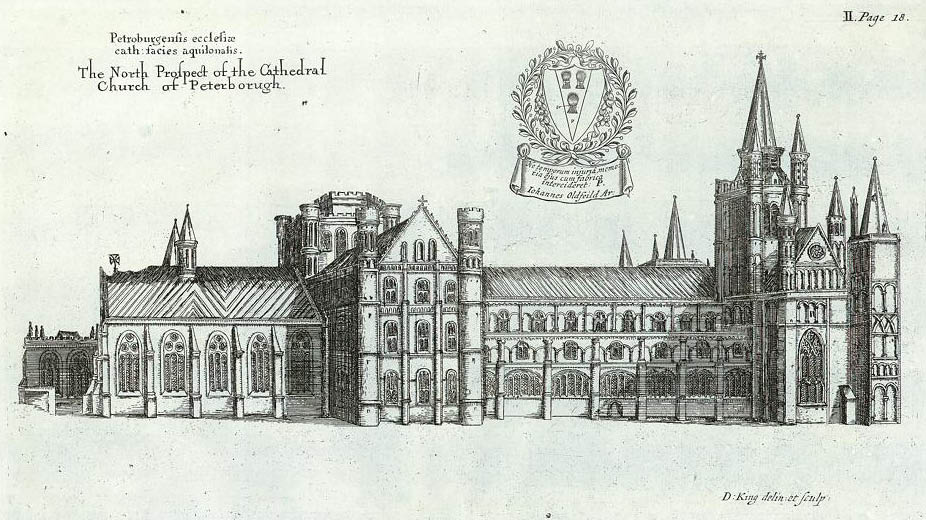
Вид в XVII веке
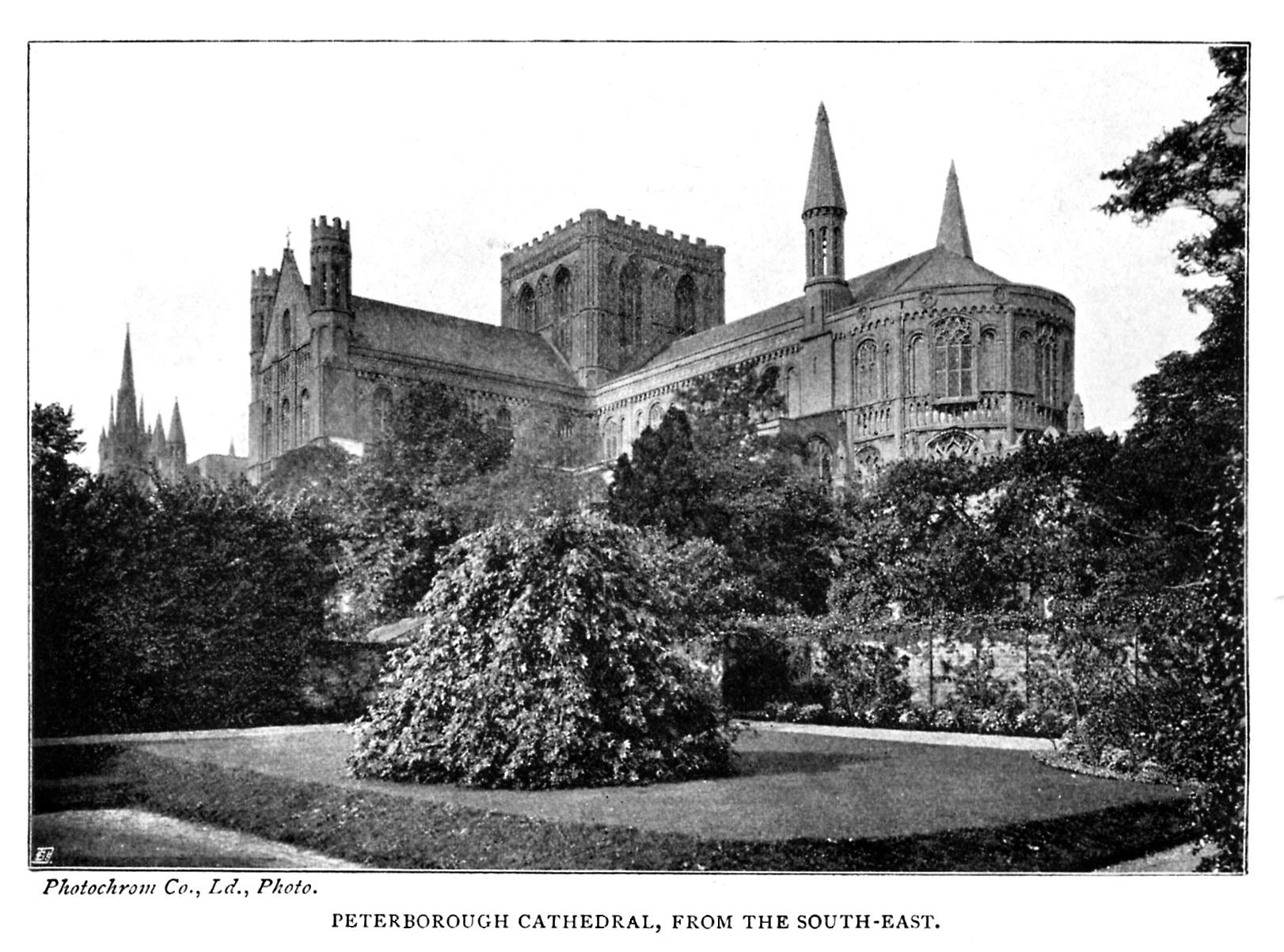
Вид с юго-востока ок. 1898 года
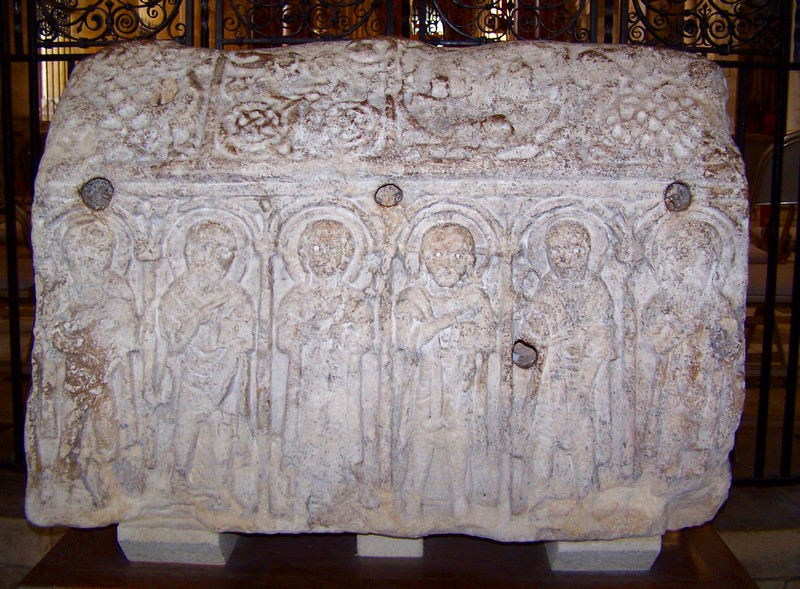
Камень Хедды, VIII век
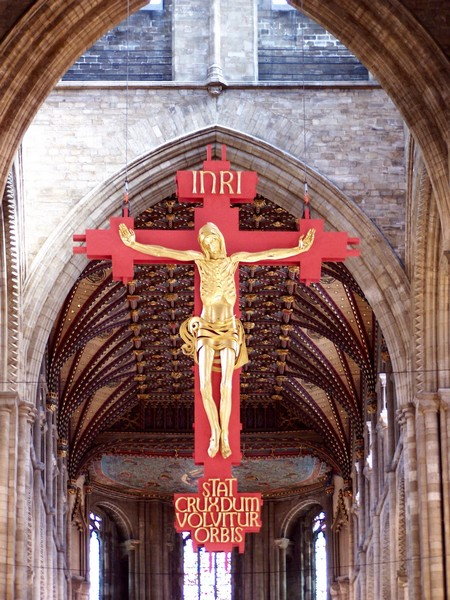
Распятие (Джордж Пейс[англ.], 1975), фигура Христа — Фрэнк Ропер[англ.]
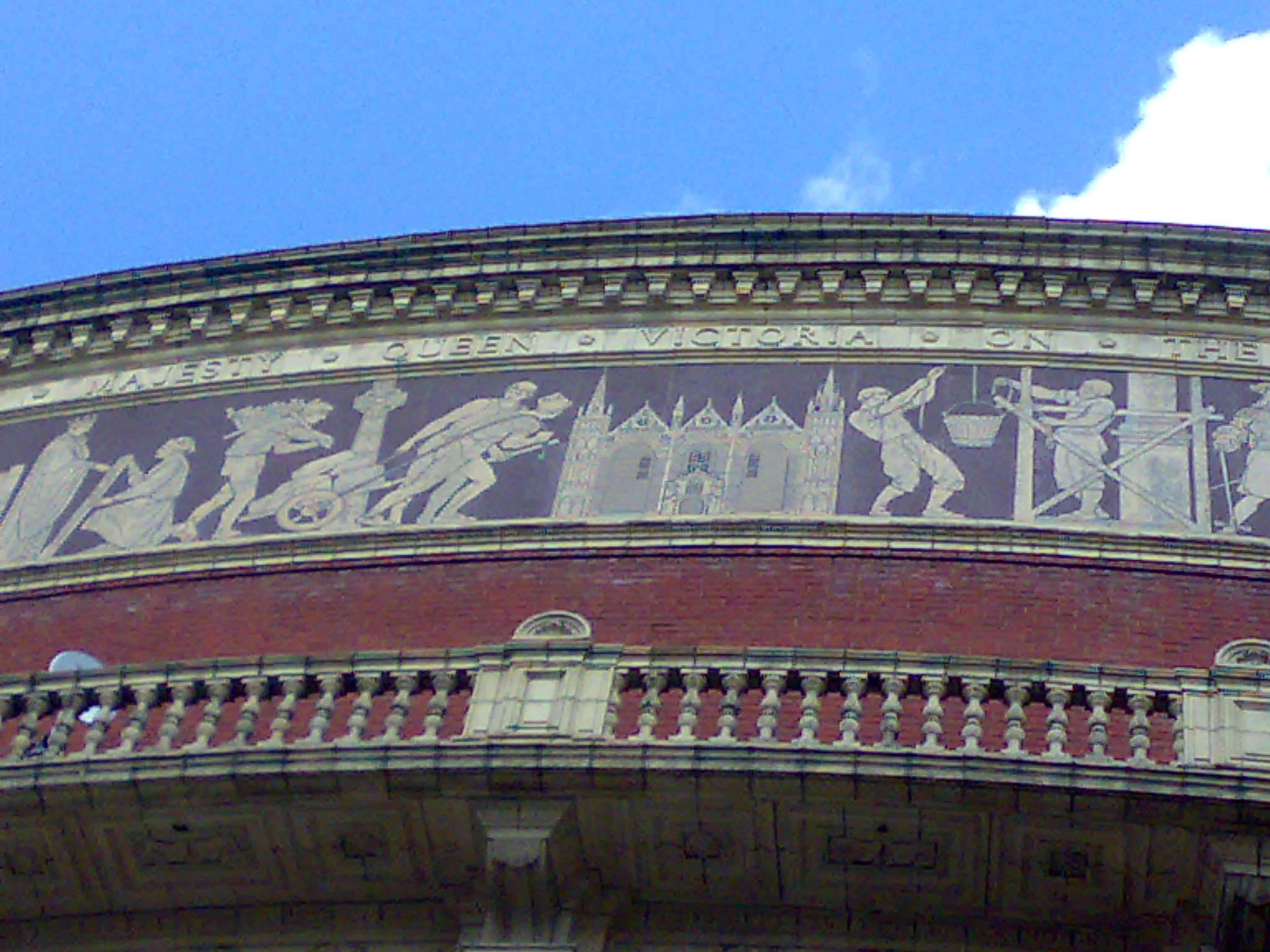
Собор на фризе Альберт-холла
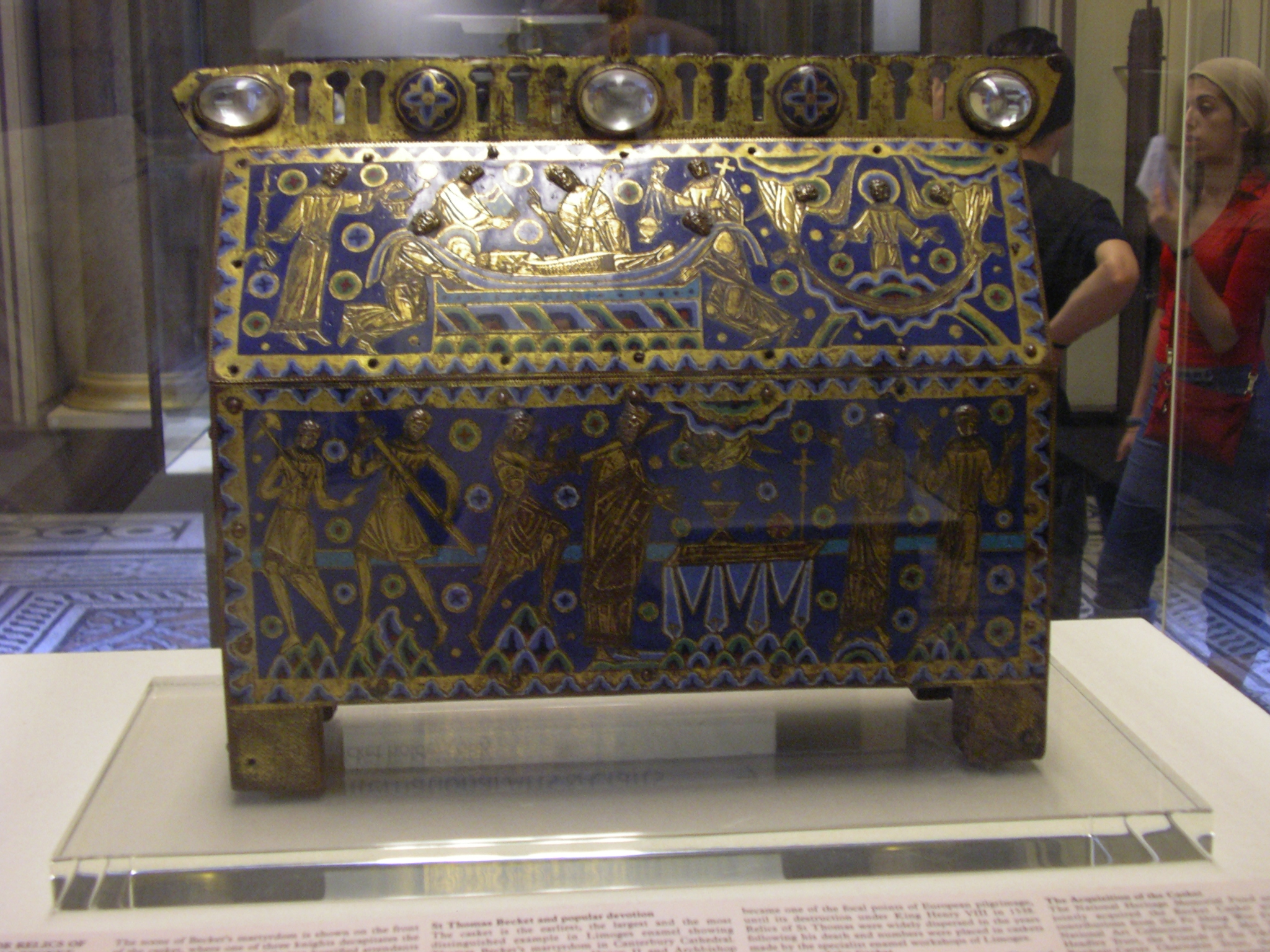
Ковчег для реликвий Томаса Бекета, франция, эмаль, ок. 1180, музей Виктории и Альберта